# 菲利普·喬瑞
菲利普·喬瑞（英語：Philippe Jorion，1955年—2025年7月30日）是一名作家、教授和風險管理師。他出版了100多本關於風險管理和國際金融主題的著作，被譽為風險價值風險管理方法的先驅。
喬瑞的著作包括《金融風險管理》（Financial Risk Manager Handbook）和《風險價值：金融風險管理新標準》（Value at Risk: The New Benchmark for Managing Financial Risk）。他是加州大學爾灣分校保羅·梅拉吉商學院的金融學教授，也是投資公司PAAMCO的董事總經理，主管風險管理組。
喬瑞曾榮獲多項研究和金融寫作方面的卓越獎項，其中包括CFA協會頒發的兩項獎項。喬瑞擁有芝加哥大學的MBA和博士學位，以及布魯塞爾自由大學的工程學位。